# Taraji P. Henson
Taraji Penda Henson (Washington, D.C.., 11 de setembre de 1970) és una actriu, cantant i autora estatunidenca.

## Biografia
Estudia comèdia a la universitat de Howard i comença la seva carrera a Hollywood interpretant molts papers per a la televisió. Canvia al cinema i destaca en el drama Baby Boy i la seva interpretació a Hustle i Flow.
La seva carrera agafa un altre gir per la seva participació en el projecte L'Estranya Història de Benjamin Button, per la qual és, l'any 2009, nominada als Oscars del cinema en la categoria Oscar de la millor actriu a un segon paper.
A continuació, confirma el seu estatus gràcies al show  Empire, que li permet assolir el Golden Globus Awards a la millor actriu en una sèrie dramàtica l'any 2016.

### Infantesa i formació
Taraji Penda va néixer a Washington, filla d'un fabricant de metall, Boris Lawrence Henson i d'una executiva de Woodward & Lothrop, Bernice (nascuda Gordon). "Taraji" i "Penda" signifiquen respectivament en swahili "Esperança" i "Amor". Està emparentada amb el famós Matthew Henson, un explorador americà que va ser, amb Robert Peary, el primer en arribar al pol Nord.
Després, Taraji surt diplomada per la universitat Howard, treballa com a secretària al Pentàgon mentre que de nit, es consagra al cant i a la dansa en els sopars del creuer "The Spirit of Washington".

### Carrera
Taraji comença la seva carrera participant en moltes
sèries de televisió: Entre 1997 i 1999, multiplica els papers als shows populars Sister, Sister, la sèrie mèdica Urgències, Saved by the Bell, Felicity i Pacific Blue. 
A partir dels anys 2000, alterna entre la petita i la pantalla gran i participa, entre d'altres, en els projectes Streetwise i Les aventures de Rocky i Bullwinkle i és l'any 2001, quan obté el seu primer paper destacat, al drama Baby Boy. En efecte, gràcies a la seva interpretació d'Yvette, és premiada al Festival internacional del film de Locarno i rep la seva primera nominació als Black Reel Awards.
Roda també en telefilms com S'ha escrit un crim, Book of love, La Cinquena Germana amb Shannen Doherty i Kate Jackson. A continuació, ocupa durant tres anys el paper estrella de la jove inspectora Raina Washington a la sèrie policíaca Divisió d'elit. Aquest paper la dona a conèixer al gran públic i li permet d'encadenar els rodatges. Taraji comença com a cantant al film independent Hustle and Flow, que marca la seva tercera col·laboració amb John Singleton després de Baby Boy i Four Brothers. Aposta arriscada però aconseguida per a l'actriu que es troba novament nominada i premiada en prestigioses cerimònies permetent-li consolidar el seu estatus d'actriu en ascens. Dotat d'un pressupost excessivament modest de 2,8 milions de dòlars, aconseguirà més de 23 milions i serà aclamada pels crítics.
L'actriu enllaça llavors els projectes, roda la comèdia romàntica Something new, té el primer paper femení del drama masculí Animal produït per Ving Rhames, coprotagonitzat per l'actor Terrence Howard. I continua fent de convidada a les sèries de televisió d'èxit, Half and Half, Dr House i Els Experts.

#### Revelació crítica i comercial

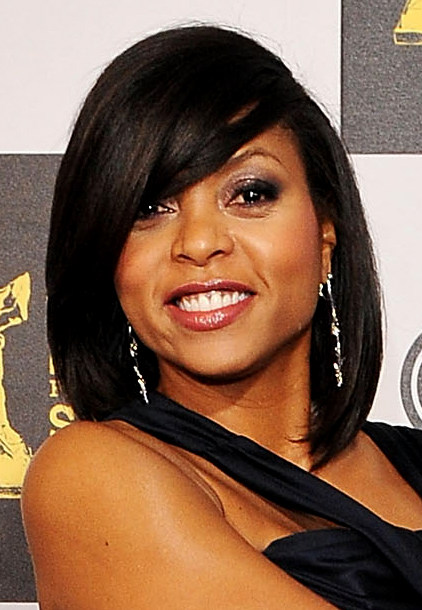
Taraji P. Henson, en el la 25e cerimònia dels Premis Spirit, el 5 de març de 2010 a Los Angeles, Califòrnia.

L'any 2009, se la troba al cartell del film El curiós cas de Benjamin Button al costat de Brad Pitt i Cate Blanchett. Amb aquest últim film la seva carrera pren un altre gir, perquè la seva interpretació, més que convincent, permet la seva nominació a múltiples cerimònies per al premi a la millor actriu a un segon paper: per als Oscars, els premis Screen Actors Guild, els  MTV, en els Dallas-Fort Worth Film Critics Association, o els Critics' Choice Movies. Les cerimònies afroamericanes no l'obliden, ja que és en competició, sempre per al seu interpretació de mare adoptiva afectuosa i consagrada, en els Black Reel Awards i assoleix el premi BET. És igualment premiada en els premis NAACP Image.

Forta amb questa nova notorietat, l'actriu diversifica els papers i comparteix la pantalla amb altres actors de fama internacional: és al costat de Forest Whitaker al drama Hurricane Season, saludat pels crítics; té un segon paper a la comèdia Crazy Night al costat de Tina Fey i Steve Carell que troba un gran èxit al box office i interpreta la mare de Jaden Smith, a Karate Kid, estrenat l'any 2010, aquest film d'acció troba l'èxit esperat com a remake de The Karate Kid, descobert l'any 1984 i èxit comercial i de crítica.

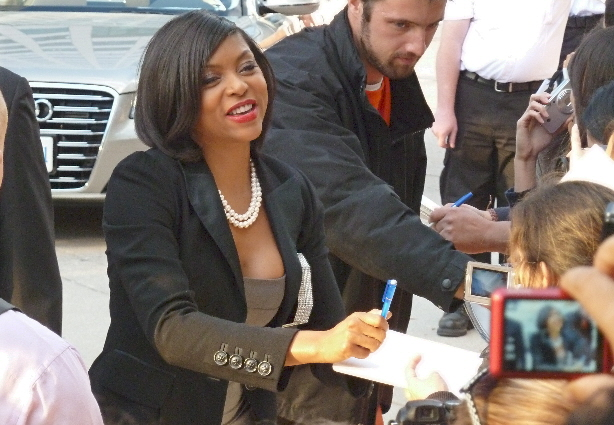
Taraji P. Henson, en el Festival Internacional de Cinema de Toronto 2010.

L'actriu no abandona per tant la pantalla petita, i a marxar de 2011 i fins al 2013, interpreta la tinent Joss Carter a la sèrie Person of Interest. La sèrie és aclamada pels crítics i té molt d'èxit a la primera cadena nacional francesa, TF1, ės nominada als premis Primetime Emmy  l'any 2012. Igualment, Taraji és novament citada en el els premis NAACP Image a la millor actriu en una sèrie dramàtica. El seu personatge, molt apreciat pels fans, és finalment mort per la reorientació creativa iniciada pels productors de la sèrie.
El 2011, l'actriu ocupa el paper principal del telefilm El meu fill ha desaparegut. Aquesta ficció americana difosa a Lifetime Movie Network, als Estats Units, segueix la història de Tiffany Rubin i de la desaparició del seu fill. Taraji ės nominada als Emmy Awards a la categoria millor actriu en una mini sèrie o un telefilm i assoleix, entra d'altres, el premi BET a la millor actriu.

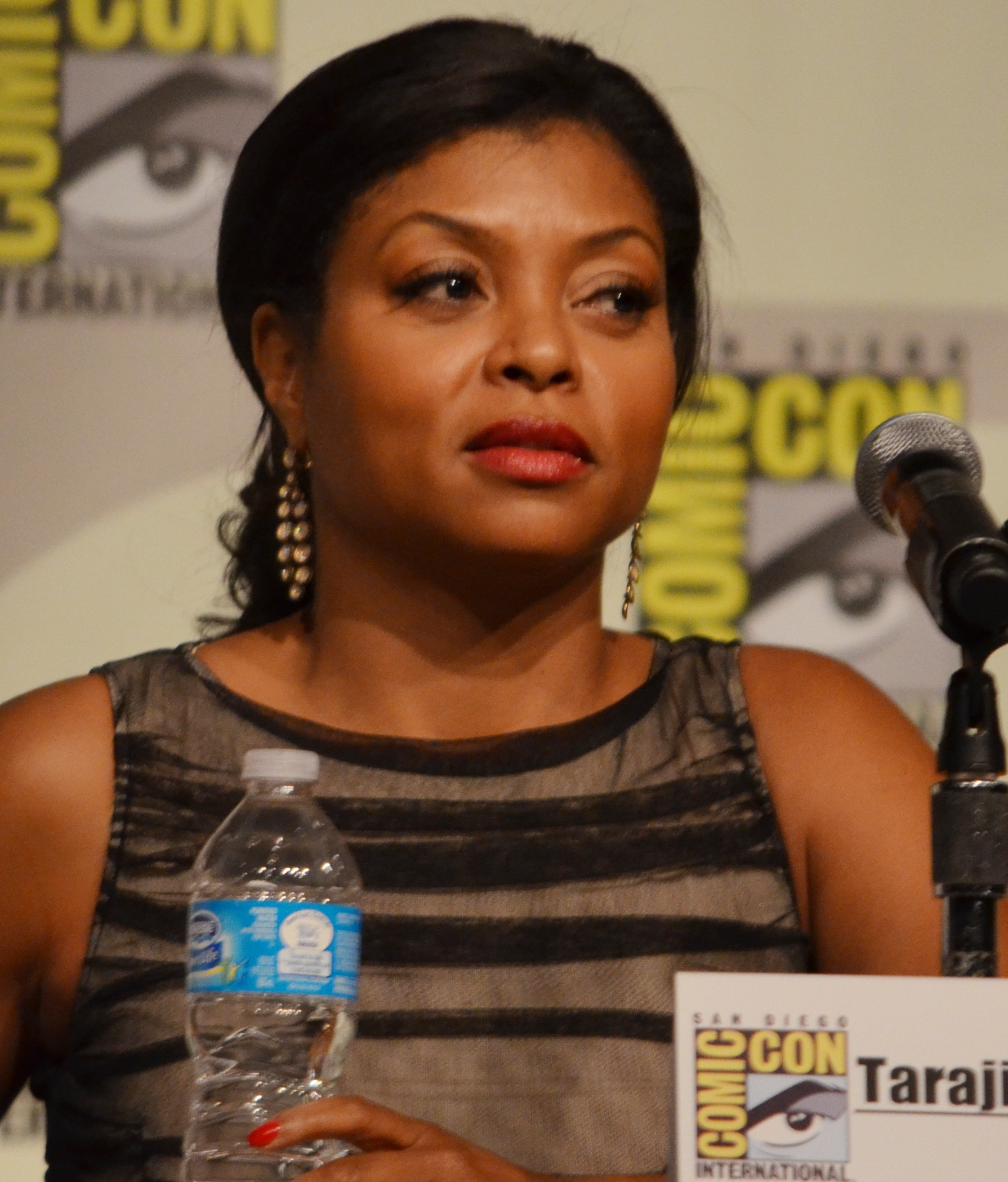
Taraji P. Henson, en ell Comic-Con de San Diego, l'any 2012.

Se la troba l'any 2012, al càsting de la comèdia romàntica Think Like ha Man, adaptada del llibre Act Like a Lady, Think Like a Man, escrit per l'humorista-presentador de ràdio Steve Harvey, i inspirat per la seva rúbrica "Strawberry Letters" de la seva emissió de ràdio The Steve Harvey Morning Show. El film és un autèntic èxit als Estats Units amb 33,6 milions de dòlars en el primer weekend per a un pressupost d'aproximadament 13 milions de dòlars. El film sobrepassa els 60 milions de dòlars després de 10 dies d'explotació americana. Tornarà amb el seu paper després, l'any 2014, Think Like a Man Too, sempre envoltada del càsting inicial, amb Kevin Hart, Gabrielle Union  i Regina Hall. El seu personatge, Lauren, li permet obtenir una enèsima nominació a la cerimònia dels premis NAACP Image que premien el cinema, la televisió, la música i literatura americanes i una nova recompensa en els premis BET de 2015

#### Confirmació televisiva i cinematogràfica
L'any 2014, té el primer paper femení del thriller sulfurós Doble Traïció al costat de l'actor britànic Idris Elba, el film rep crítics regulars però obté un bon èxit al box office mundial. El seu interpretació de mare de família amenaçada per un psicòpata és saludada per la crítica i per una nova onada de nominacions i premis. Aquell mateix any, interpreta el seu propi paper a la comèdia esbojarrada Top Five, per a aquesta ocasió, troba l'actor Kevin Hart, igualment realitzador i guionista del projecte, amb qui ha ja compartit el cartell moltes vegades, aquesta nova col·laboració és sinònim d'èxit.

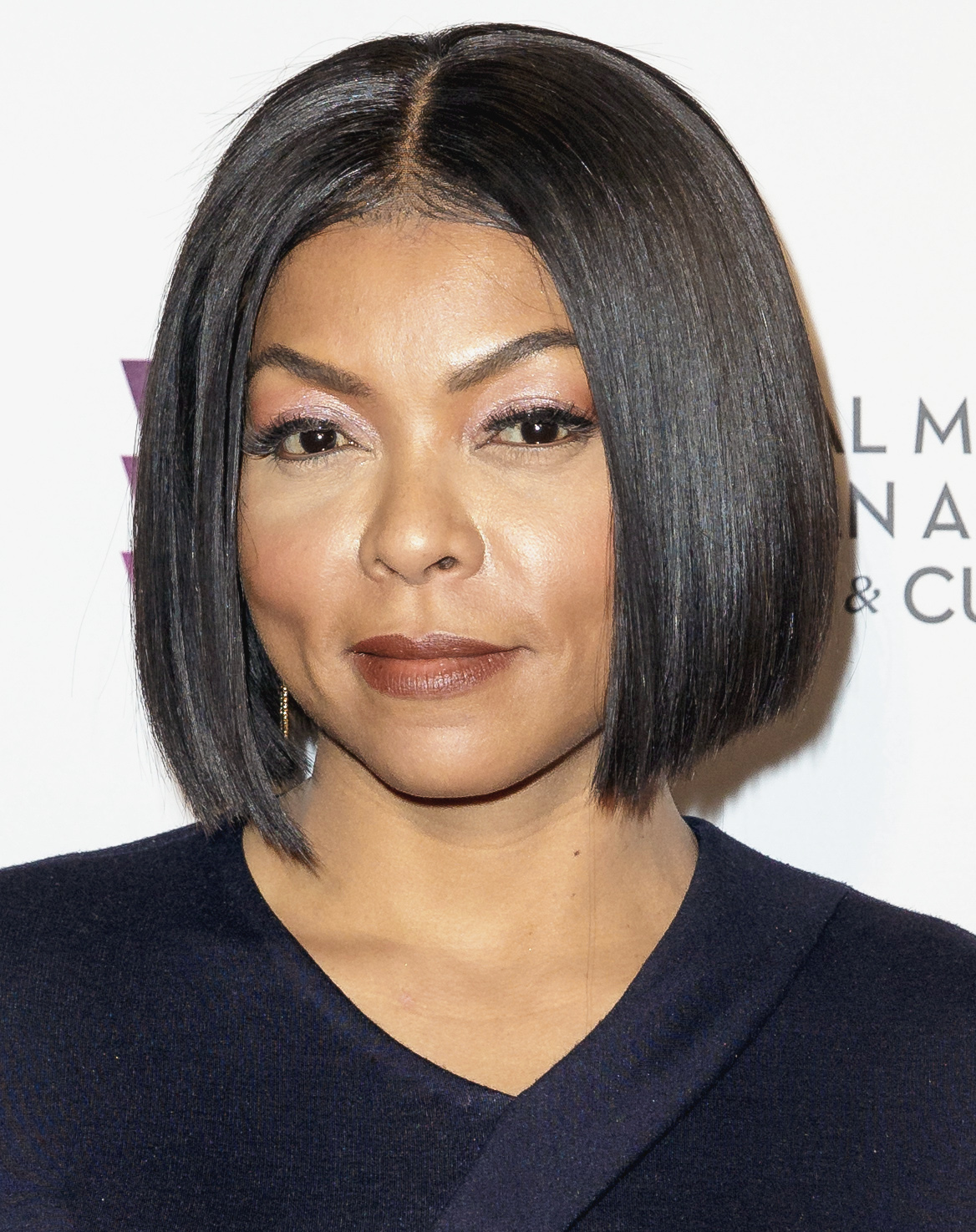
En el moment de la preestrena del drama Les Figures de l'ombra, l'any 2016.

Algun temps després de la seva expulsió de la sèrie Person of Interest, l'actriu és contractada per la FOX i és l'estrella a la nova seria televisada de la cadena, Empire. Es tracta d'un drama musical, que explica la història d'una família al medi de la indústria del Hip-hop. Taraji encarna Cookie Lyon, davant del seu antic company de Hustle & Flow, Terrence Howard. La sèrie comença l'any 2015, i rep una pluja de crítiques positives i l'èxit comercial és important. La sèrie és número u entre els de s18-49 ans i vist per prop del 75 % de les dones afro americanes. La música és produïda pel rapper, cantant i productor d'èxit Timbaland i nombroses guest venen a reforçar el seu càsting i així augmentar la seva visibilitat.

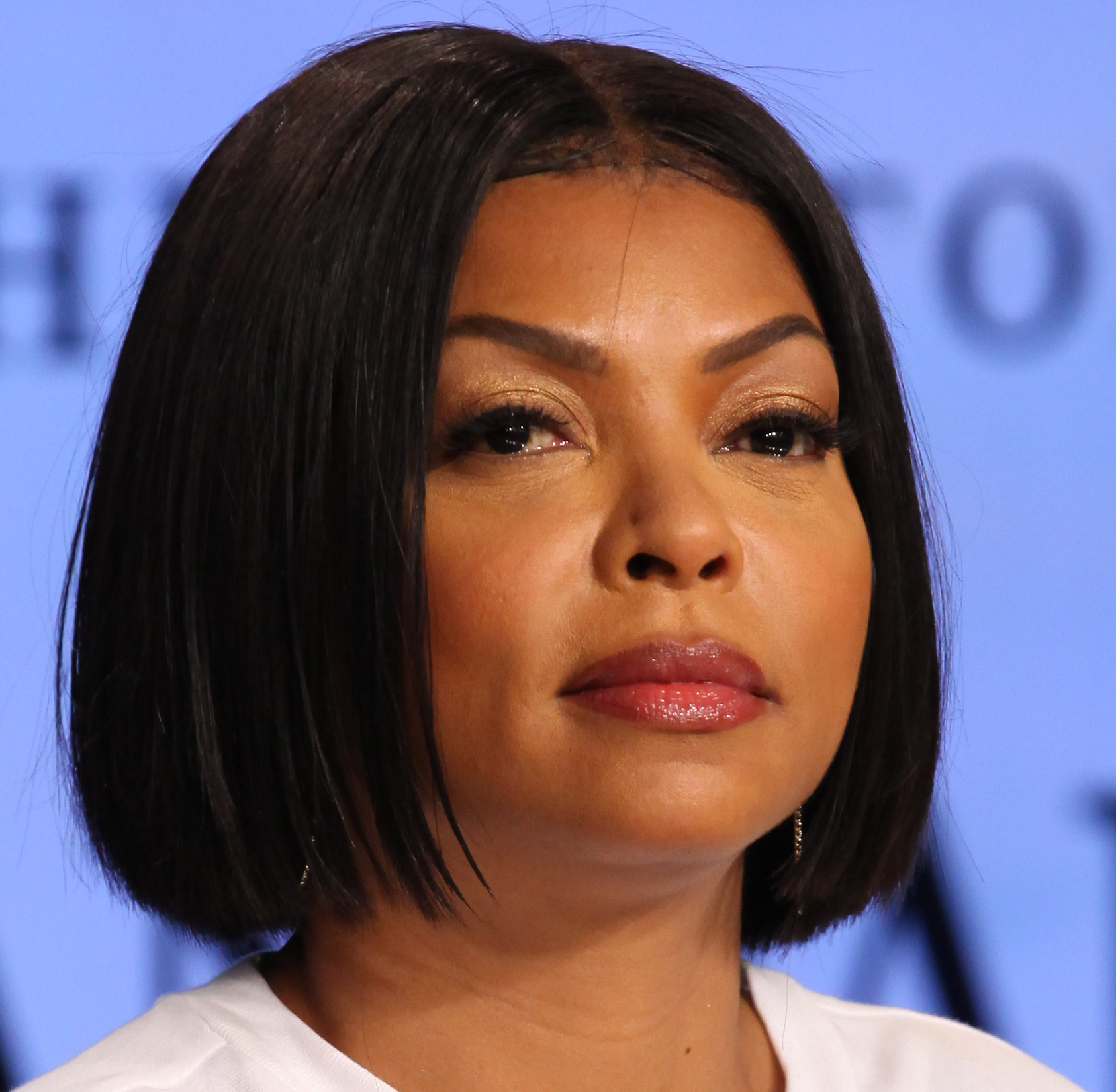
Taraji P. Henson, l'any 2017, per a una roda de premsa al voltant del film Hidden Figures

Començaments del 2017, l'actriu figura en el prestigiós càsting del film Les Figures de l'ombra al costat de la oscaritzada Octavia Spencer, Kirsten Dunst i la cantant Janelle Monáe. Aquest film explica la història real de científiques afroamericanes de la Nasa durant la conquesta espacial, el conjunt del càsting assoleix el premi principal en el la cerimònia de Hidden Figures Screen Actors Guild Awards de 2017. El film és un èxit al box office i genera més de 160 milions de dòlars. El càsting és novament recompensat en el la 48a cerimònia dels premis NAACP Image per al premi del millor repartiment, aquesta mateixa tarda, per al seu interpretació de Cookie Lyon a Empire, Taraji assoleix el premi a la millor actriu en una sèrie dramàtica. El maig de 2017, en el la cerimònia dels MTV Movie & TV Awards, Taraji P. Henson és elegit Millor Heroi per a la seva participació en el film Hidden Figures.
Segura per aquesta gran popularitat, té el paper del títol del film d'acció Proud Mary de Babak Najafi, l'estrena del qual està prevista pel maig del 2018. El tràiler és descobert durant 2017. El film segueix Mary, un implacable assassina, l'instint maternal de la qual surt a la superfície després de la seva trobada amb Danny, una jove. Retroba igualment l'actor i realitzador Tyler Perry per al thriller dramàtic Acrimony, en el qual ocupa el paper del títol.

## Vida privada
L'actriu anava des de l'institut amb William Lamar Johnson. Dona naixement al seu fill, Marcel, l'any 1994. La parella se separa alguns anys més tard. El 25 de gener de 2003, en el transcurs d'una altercat amb una parella, William és copejat i apunyalat, al carrer i finalment mor una hora després de l'arribada dels auxilis. Els dos agressors es reconeixen culpables i paguen una pena de presó.
Des de 2011, l'actriu forma part del col·lectiu per al tractament ètic dels animals (PETA). No vacil·la a posar la seva imatge per promoure aquest moviment i apareix nua per a les campanyes promocionals. L'any 2013, renova el seu compromís.
L'actriu dona suport igualment a la comunitat LGBT i participa, el febrer 2015, a la campanya NOH8.

### Altres activitats

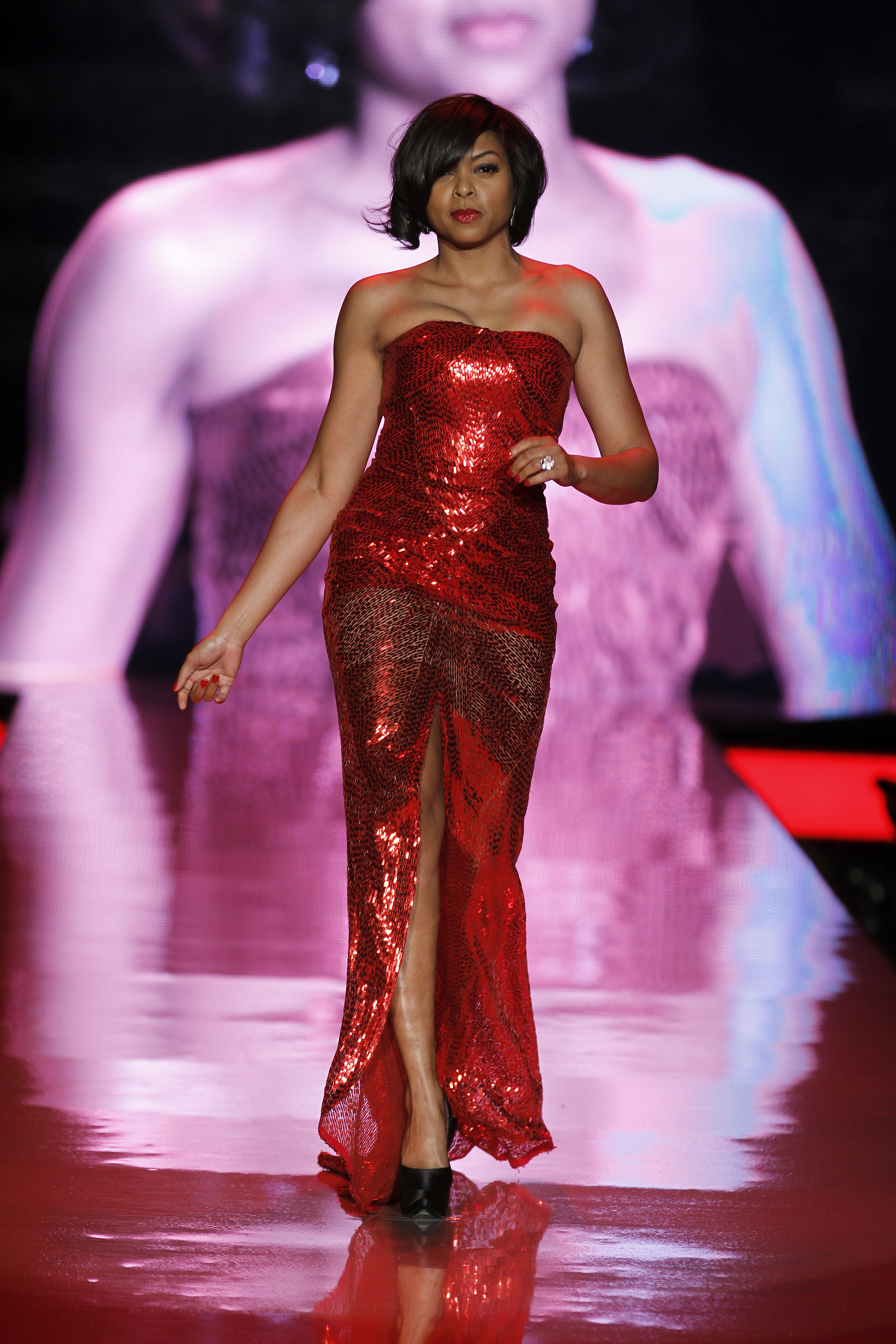
Taraji P. Henson, el 9 de febrer de 2011 en el moment d'una campanya de sensibilització respecte a les dones afectades de malalties cardíaques (Nacional Hear - Campanya: The Heart Truth)

Taraji comença com a cantant, a la banda original del film Hustle & Flow. Grava la cançó "It's Hard Out Here for a Pimp" al costat del grup de hip/hop Three 6 Mafia. La cançó assoleix l'Oscar a la millor cançó original l'any 2006, permetent al tres cantants d'esdevenir el primer grup de rap afro americà en guanyar en aquesta categoria. Igualment interpreta la cançó "In My Daughter's Eyes" de l'àlbum Unexpected Dreams – Songs From the Stars en benefici d'una associació caritativa.
L'actriu també apareix a vídeoclips: l'any 2005, encarna la dona d'un homicida al clip "Testify" del rapper Common, i fa de la xicota del cantant Tyrese Gibson, al clip vídeo "Stay" l'any 2011.
El 16 de març de 2015, coanima el show televisiu estatunidenc Live! al costat dels presentadors estrella Kelly i Michael.
A finals d'agost de 2016, l'actriu llança la seva col·lecció de maquillatge, en col·laboració amb la marca MAC Cosmetics.Aquesta col·lecció ės comercialitzada des de l'inici de la temporada i el novembre del mateix any, esdevé portaveu de la seva campanya Viva Glam al costat del seu soci de la sèrie Empire, Jussie Smollett. Tots els beneficis són destinats en benefici de la lluita contra el VIH. Aquesta col·lecció ės presentada el febrer de 2017. Més de 400 milions de dòlars han estat recollits a aquell dia per aquest concepte.

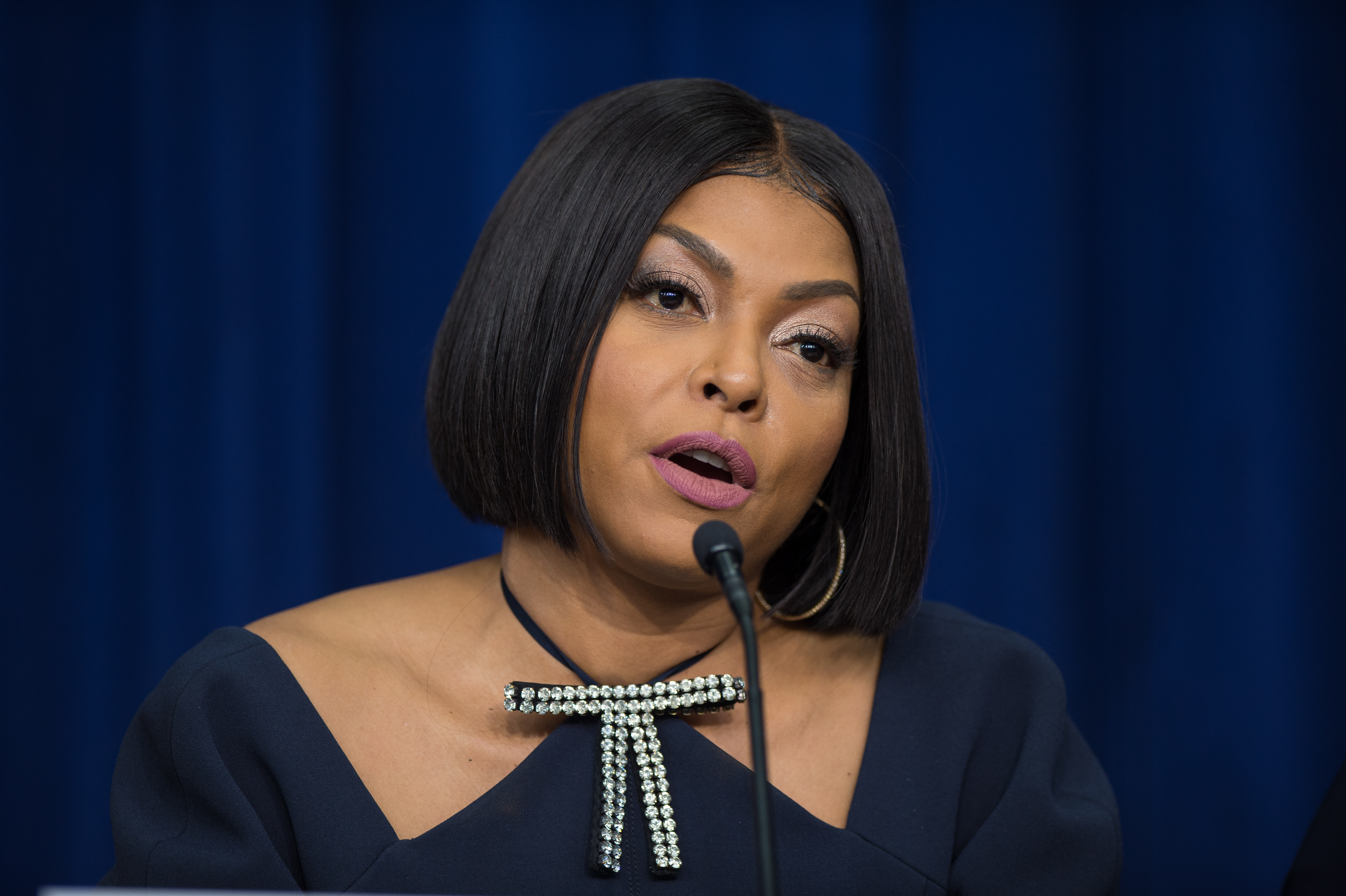
Taraji P. Henson a la Casa-Blanca l'any 2016, per a la promoció del film Les figures de l'ombra.

L'octubre de 2016, l'actriu lliura les seves memòries batejades Around the Way Girl, publicades a les edicions Atria. Per al seu relat, no vacil·la a ordenar els seus comptes amb la producció del film L'Estranya Història de Benjamin Button. En efecte, malgrat l'èxit critica i comercial important de l'obra, Taraji denuncia les desigualtats de salaris entre ella i els altres actors, tot i que en va ser una de les revelacions. En aquest emocionant relat, testifica igualment sobre les violències conjugals, de les quals va ser víctima a l'època, pel seu ex-company, pare del seu fill, alguns anys abans de la seva mort. Explica que havien quedat en contacte per a no privar el seu fill d'un pare. L'èxit de la sèrie Empire li ha permès d'invertir en immobles i esdevé propietària d'una vila de 6,4 milions de dòlars, situada al barri xic de Hollywood Hills. L'actriu torna igualment sobre el divorci dels seus pares i sobre els seus orígens modestos: Originària d'un barri pobre i difícil del sud de Washington, presencia moltes disputes conjugals entra els seus pares i de vegades actes de violència. No obstant això, l'actriu confia que el seu pare no li ha posat mai la mà sobre i que li queda un pare "present" i una "figura positiva" durant la seva infantesa.

## Filmografia

### Cinema
- 1998: Streetwise de Bruce Brown
- 2000: Les Aventures de Rocky i Bullwinkle de McAnuff: una estudiant
- 2001: All or Nothing d' Adisa Jones: Kiko
- 2001: Baby Boy de John Singleton: Yvette
- 2004: Hair Show de Leslie Small: Tiffany
- 2005: Hustle & Flow de Craig Brewer: Shug
- 2005: Four Brothers de John Singleton: Camille Mercer
- 2005: Animal de David J. Burke: Ramona (Directa en vídeo)
- 2006: Something New de Sanaa Hamri: Nedra
- 2007: Talk to Me de Kasi Lemmons: Vernell Watson
- 2008: The Family That Preys de Tyler Perry: Pam
- 2008: L'Estranya Història de Benjamin Button de David Fincher: Queenie
- 2009: Not Easily Broken de Bill Duke: Clarice Clark
- 2009: I can do bad all by myself de Tyler Perry: Abril
- 2009: Hurricane Season de Tim Story: Dayna Collins
- 2010: Date Night de Shawn Levy: Detectiu Arroyo
- 2010: Once Fallen de Ash Adams: Pearl
- 2010: Karaté Kid de Harald Zwart: Sherry Parker
- 2010: Peep World de Barry W. Blaustein: Mary
- 2011: The Good Doctor de Lance Daly: Infermera Theresa
- 2011: No és mai massa tard de Tom Hanks: B'Ella
- 2012: From the Rough de Pierre Badgley: Entrenador Catana Stark
- 2012: Think Like a Man de Tim Story: Lauren
- 2014: Doble Traïció de Sam Miller: Terry Granger
- 2014: Think like a man too de Tim Story: Lauren
- 2014: Top Five de Chris Rock: Ella mateixa
- 2016: En cavale de Peter Billingsley: Samantha Thurman
- 2017: Hidden Figures de Theodore Melfi: Katherine Johnson
- 2018: Proud Mary de Babak Najafi: Mary Goodwin
- 2018: Acrimony de Tyler Perry: Melinda
- 2018: Els Mons de Ralph 2 de Phil Johnston i Rich Moore: Yesss (veu)

### Televisió

#### Sèries de televisió
- 1997: Sister, Sister: Briana (1 episodi)
- 1998: Urgències: Elan (2 episodis)
- 1998: Saved by the Bell: The New Class : una noia (1 episodi)
- 1998: Smart Guy: Monique (3 episodis)
- 1999: Felicity: una estudiant d'art (2 episodis)
- 1999: Pacific Blue: Rhonda (1 episodi)
- 2000: Strong Medicine: Crystal (1 episodi)
- 2002: Holla: convidada
- 2003: The Division: Inspector Raina Washington (14 episodis)
- 2004: All of Us: Kim (1 episodi)
- 2005: Half and Half: Gabrielle (1 episodi)
- 2005: Dr House: Moira (1 episodi)
- 2006: Els Experts: Christina (1 episodi)
- 2007: Boston Justice: Whitney Roma (17 episodis)
- 2008: Eli Stone: Angela Scott (3 episodis)
- 2010: The Cleveland Show: Chanel (1 episodi)
- 2011 - 2014: Person of Interest: la tinent Joss Carter (55 episodis)
- 2017: Els Simpson: Praline (veu, estació 28, episodi 12)
- 2015 -...: Empire: Cookie Lyon

#### Telefilms
- 2000: Satan's School for Girls de Christopher Leitch: Paige
- 2001: Murder She Wrote: d'Anthony Pullen Shaw: Bess Pinckney (telefilm tret de la sèrie)
- 2011: aken from Me: The Tiffany Rubin Story de Gary Harvey: Tiffany Rubin
- 2014: Seasons of Love de Princess Monique: Jackie

#### Clips
- 2005: Testify de Common
- 2011: Stay de Tyrese Gibson

### Productora
- 2014: Doble Traïció de Sam Miller: productora executiva
- 2014: Seasons of Love de Princess Monique (telefilm): productora executiva
- 2015: Taraji and Terrence's White Hot Holidays de Joe DeMaio i Don Mischer (emissió de televisió): productora executiva
- 2016: Taraji's White Hot Holidays de Matthew Claybrooks (emissió de televisió): productora
- 2018: Proud Mary de Babak Najafi: productora delegada

## Premis i nominacions

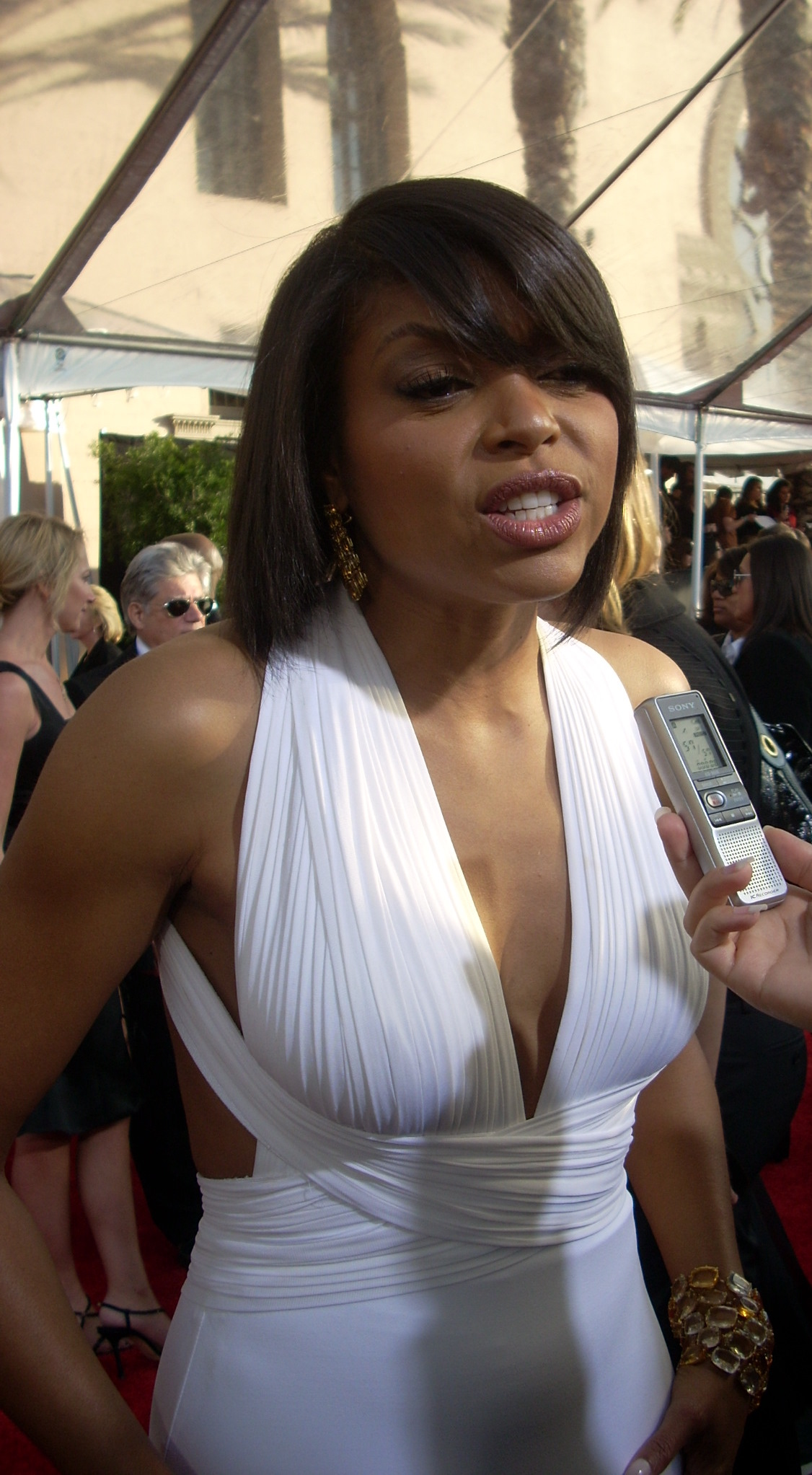
Taraji P. Henson en el la cerimònia dels premis Screen Actors Guild 2009.

Llevat d'indicació contrària o complementària, les informacions mencionades en aquesta secció provenen de la base de dades IMDb.

### Premis
- Locarno Internacional Film Festival 2001: Esment especial per a Baby Boy
- Premis Black Movie 2005: Millor actriu secundària per a Hustle i Flow
- Premis BET  2006: 
  - Millor actriu per a Hustle & Flow
  - Millor actriu per a Forn Brothers
  - Millor actriu per a Something New
- Premis Black Reel  2006: Millor actriu secundària per a Hustle i Flow
- Premis Gotham Independent Film 2007: Millor repartiment per a Talk to Me
- Premis Austin Film Critics Association 2008: Millor actriu secundària per a l'Estranya Història de Benjamin Button
- Premis BET 2009: 
  - Millor actriu per a Not Easily Broken
  - Millor actriu per a The Family That Preys
  - Millor actriu per a l'estranya història de Benjamin Button
- Premis NAACP Imatge 2009: Millor actriu secundària per a l'Estranya Història de Benjamin Button
- Premis CinEuphoria 2010: Millor actriu secundària per a l'estranya història de Benjamin Button
- Premis Black Reel 2012: Millor actriu en una mini sèrie o un telefilm per al meu fill ha desaparegut
- Festival internacional del film de Locarno 2012: Esment especial per a Baby Boy
- Premis NAACP Image 2012: Millor actriu en una mini sèrie o un telefilm per al meu fill ha desaparegut
- Premis NAACP Image  2014: Millor actriu de sèrie tele dramàtica en un segon paper per a Person of Interest
- Premis Critics' Choice Television 2015: Millor actriu a una sèrie dramàtica per a Empire
- Premis NAACP Image  2015: 
  - Millor actriu per a No Good Deed
  - Artista de l'any
- Premis Online Film Critics Society 2015: Millor actriu a una sèrie dramàtica per a Empire
- Gay and Lesbian Entertainment Critics Association (Premis GALECA) 2016: Interpretació a la televisió de l'any per a Empire
- Golden Globus 2016: Millor actriu a una sèrie dramàtica per a Empire
- Premis NAACP Image 2016: Millor actriu en una sèrie dramàtica per a Empire
- Premis MTV Movie & TV 2017: Millor heroi per a les Figures de l'ombra
- Premis NAACP Image 2017: 
  - Millor actriu en una sèrie dramàtica per a Empire
  - Millor repartiment per a les Figures de l'ombra
- Festival internacional del film de Palm Springs 2017: Millor repartiment per a les figures de l'ombra
- Satèl·lit Awards 2017: Millor repartiment per a les Figures de l'ombra
- Premis Screen Actors Guild 2017: Millor repartiment per a les Figures de l'ombra

### Nominacions
- Premis Satellite 2007: Millor Actriu a un segon paper - Drama per a Talk to Me
- Oscars 2009: Oscar a la millor actriu secundària per a El curiós cas de Benjamin Button